# Голубова, Анна Дмитриевна
А́нна Дми́триевна Голубова (Афона́сьева) (род. 18 февраля 2001) — российская шахматистка, международный мастер среди женщин (2020). Победительница Кубка России по шахматам 2020 года. Мастер спорта России (2021).

## Биография
Родилась в Обнинске в многодетной семье Дмитрия Валерьевича Афонасьева. Помимо Анны у её родителей шестеро детей.
Играет в шахматы с пятилетнего возраста. Тренируется в СДЮСШОР «Квант», тренер — Игорь Сокрустов.
Чемпионка мира по быстрым шахматам и блицу среди девушек до 16 лет (2017). В октябре 2020 года стала победительницей Кубка России по шахматам, проходившего в Челябинске.
С 2023 года — Голубова.

## Изменения рейтинга
| Графики недоступны из-за технических проблем. См. информацию на Фабрикаторе и на mediawiki.org. |